# Каменцев, Павел Геннадьевич
Па́вел Генна́дьевич Каме́нцев (15 августа 1969, Усть-Каменогорск, Казахская ССР, СССР) — советский и казахстанский хоккеист, нападающий.

## Биография
Воспитанник усть-каменогорского хоккея.
Лучшие годы своей карьеры провел в усть-каменогорском «Торпедо» и омском «Авангарде». После тридцати выступал в клубе высшей лиги «Энергия» из Кемерово, где и осел после завершения карьеры.
В составе сборной Казахстана выступал на Олимпийских играх 1998 г. и девяти чемпионатах мира.

## Достижения
- Четвертьфиналист зимних Олимпийсих игр 1998 г.
- Бронзовый призёр чемпионата России (1996 г.).
- Чемпион Казахстана 1993—1995, 2005 гг.